# Rotersand
Rotersand est un groupe allemand de synthpop. Il est formé en septembre 2002 par le musicien et producteur Gun et le chanteur Rascal, rejoints peu après par le producteur d'EBM et DJ Krischan J.E. Wesenberg. Le style musical de Rotersand peut généralement être décrit comme de la futurepop ; le groupe lui-même la qualifie de « pop industrielle ».

## Histoire

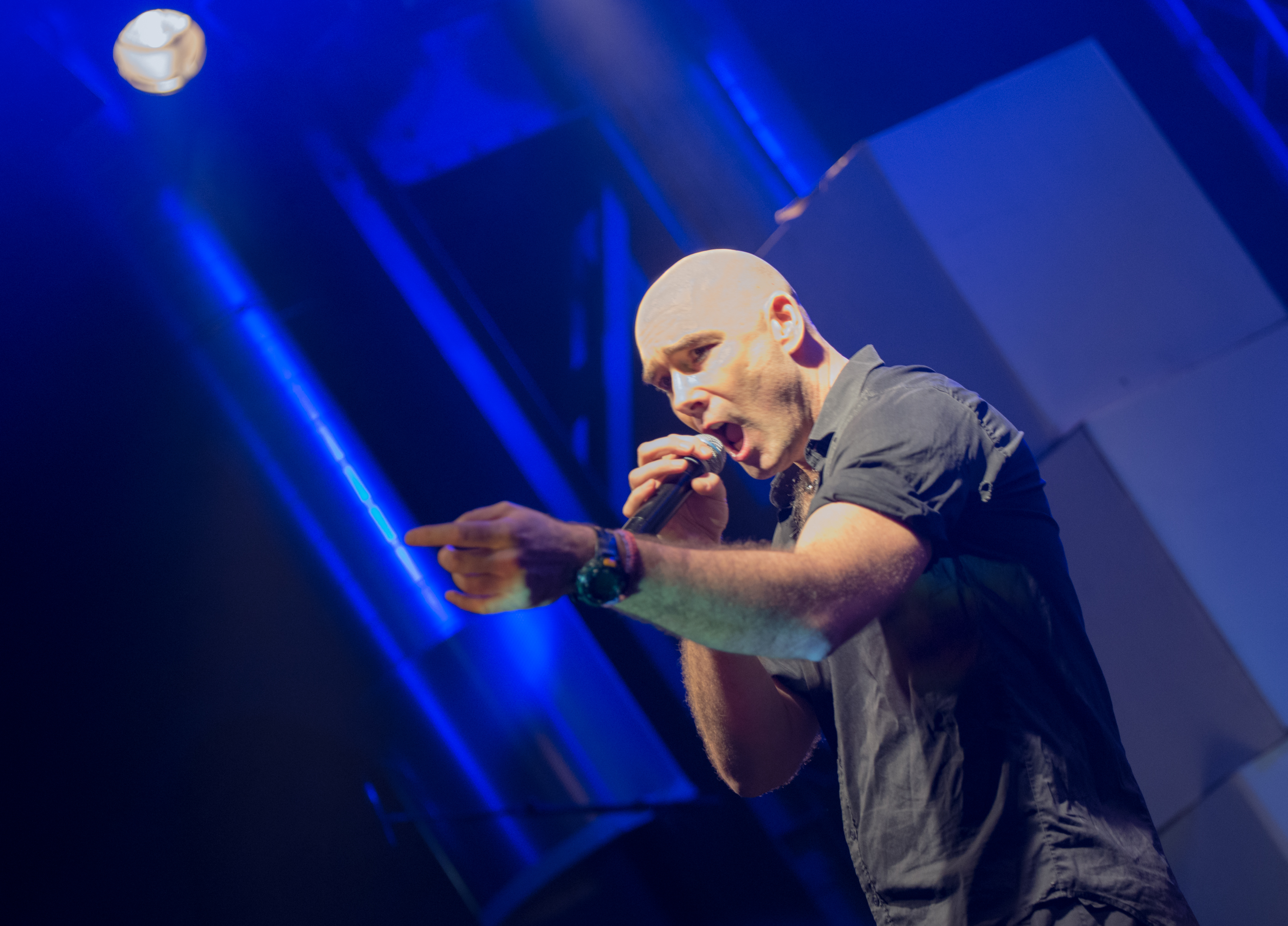
Rascal Nikov @ E-Tropolis 2013.

Avant Rotersand, Gun et Rasc collaborent sur divers autres projets, notamment Gun en tant que producteur et Rasc en tant que membre du groupe The Fair Sex. Le premier album de Rotersand est l'EP Merging Oceans, sorti en 2003, suivi du premier album Truth is Fanatic. Merging Oceans atteint la 8e place du German Alternative Charts (DAC) et se classe à la 72e place du DAC Top Singles of 2003.
En 2005, ils sortent le single Exterminate Annihilate Destroy, précurseur de leur deuxième album Welcome to Goodbye, qui atteignent tous deux la première place du DAC,. L'EP sorti en 2006, Dare to Live, atteint la deuxième place du classement DAC Singles.
Le troisième album de Rotersand, 1023, sort en 2007. Le groupe tourne en Europe avec Assemblage 23 et en Europe et aux États-Unis avec Covenant, il joue au Dark City Festival et est l'une des têtes d'affiche de l'Infest 2006. Mark Jackson de VNV Nation les rejoints sur scène au M'era Luna Festival à Hildesheim, en Allemagne, en août 2006, et le groupe se produit deux fois au Wave-Gotik-Treffen. Après l'arrêt de Dependent Records au début de l'année 2007, le groupe signe chez Trisol Records en 2008 et sort le single I Cry, extrait de l'album 1023, sorti en 2007. L'album contient également un DVD avec des interviews et des concerts, et atteint la première place du DAC peu de temps après sa sortie. Cependant, Rotersand annule des concerts en 2007, comme l'EBM Fest, en raison de l'épuisement physique du chanteur Rasc.
En 2009, Rotersand sort son dernier mini CD War on Error, un teaser pour l'album Random Is Resistance, qui sort en octobre de la même année. Au cours des années suivantes, Rasc connait de sérieux problèmes de santé, l'empêchant de chanter et provoquant l'annulation de nombreux concerts de Rotersand, notamment au Blacksun Festival 2008 et à E-Tropolis 2011. Finalement, le groupe n'a plus accepté de réservations pour des concerts. L'état de santé de Rasc les empêche également d'enregistrer un nouvel album. Un premier signe de vie apparait en 2014 avec la sortie du CD Truth is Fanatic Again, qui contenait également la première nouvelle chanson de Rotersand (Electric Elephant) depuis 6 ans. Le 10 décembre 2014, Noël est arrivé plus tôt que prévu avec la sortie de la reprise de Noël de Rotersand You Better Not Watch (sous le nom de Rotersanta).
En avril 2016, un single, Torn Realities, sort, accompagné d'une vidéo. Le 4 novembre 2016, l'album studio CapitalismTM sort. Le 5 juillet 2019, le single You Know Nothing sort. En 2023, ils sortent leur novueau single Higher Round.

## Discographie

### Albums studio
- 2003 : Truth Is Fanatic (Endless Records)
- 2005 : Welcome to Goodbye (Dependent Records)
- 2007 : 1023 (Dependent Records (Allemagne), Metropolis Records (États-Unis))
- 2009 : Random Is Resistance (Trisol (Allemagne), Metropolis Records (États-Unis))
- 2014 : Truth Is Fanatic Again (Trisol (Allemagne))
- 2016 : Capitalism TM (Trisol (Allemagne))
- 2020 : How Do You Feel Today? (Trisol (Allemagne))

### Singles et EP
- 2003 : Merging Oceans (EP, Endless Records)
- 2004 : Social Distortion (vinyle en édition limitée, ABash Recordings)
- 2004 : Electronic World Transmission (Limited Tour EP, Endless Records)
- 2005 : Exterminate Annihilate Destroy (2005, Dependent Records)
- 2006 : Dare to Live – Perspectives on Welcome to Goodbye (EP, Dependent Records)
- 2007 : Lost (Dependent Records)
- 2008 : I Cry (EP, Trisol (Allemagne))
- 2008 : Dark Raver
- 2009 : War on Error (EP, Trisol)
- 2010 : Waiting to Be Born (EP, Trisol)
- 2014 : Electric Elephant (EP, Trisol)
- 2016 : Torn Realities (EP, Trisol)
- 2019 : Hey You (EP, Trisol)